# Crematogaster vermiculata

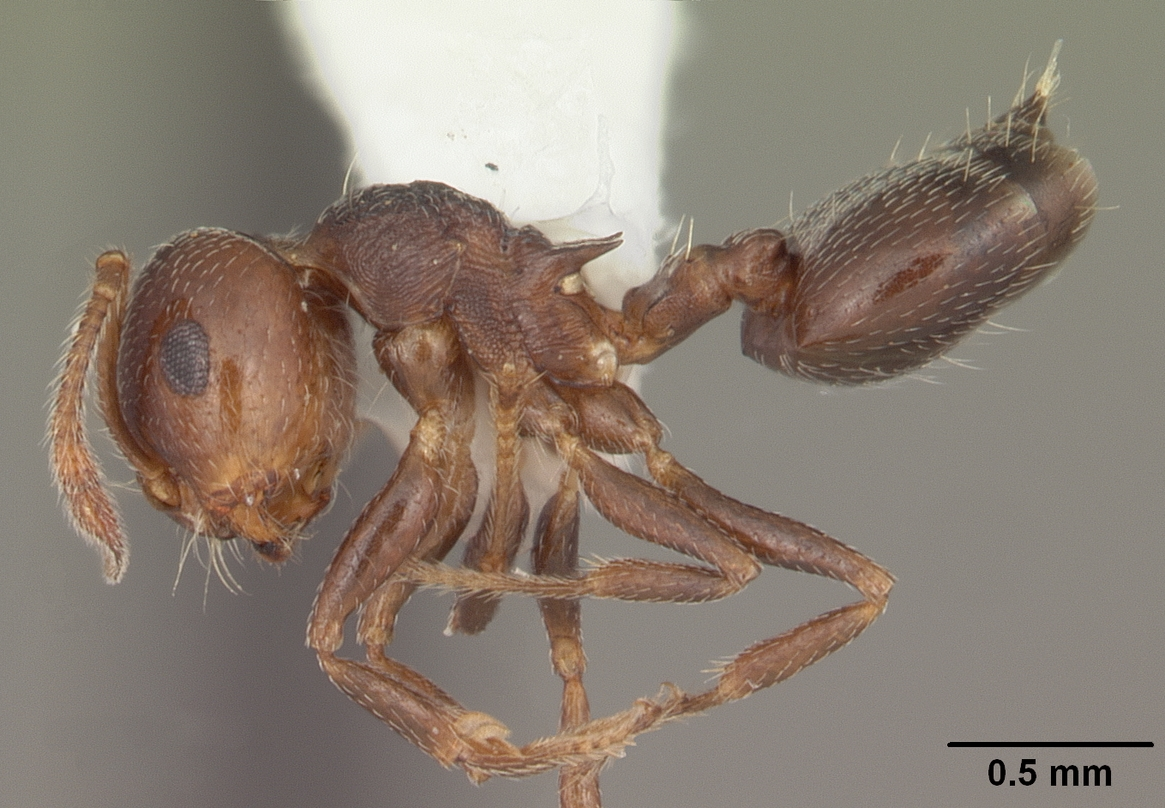
Рабочий муравей (вид сбоку)

Crematogaster vermiculata  (лат.) — вид муравьёв рода Crematogaster из подсемейства Myrmicinae (Formicidae). США. 

## Описание
Отличаются длинными бороздками на спинной поверхности груди. Мелкие муравьи (рабочие имеют длину около 4 мм, матки крупнее). Проподеальные шипики на заднегрудке развиты. Усики 11-члениковые. Голова субквадратная. Стебелёк между грудкой и брюшком состоит из двух члеников: петиолюса и постпетиолюса (последний четко отделен от брюшка), жало развито, куколки голые (без кокона). Характерна возможность откидывать брюшко на спину при распылении отпугивающих веществ. Таксон был впервые описан в 1895 году итальянским мирмекологом Карло Эмери.

## Самка

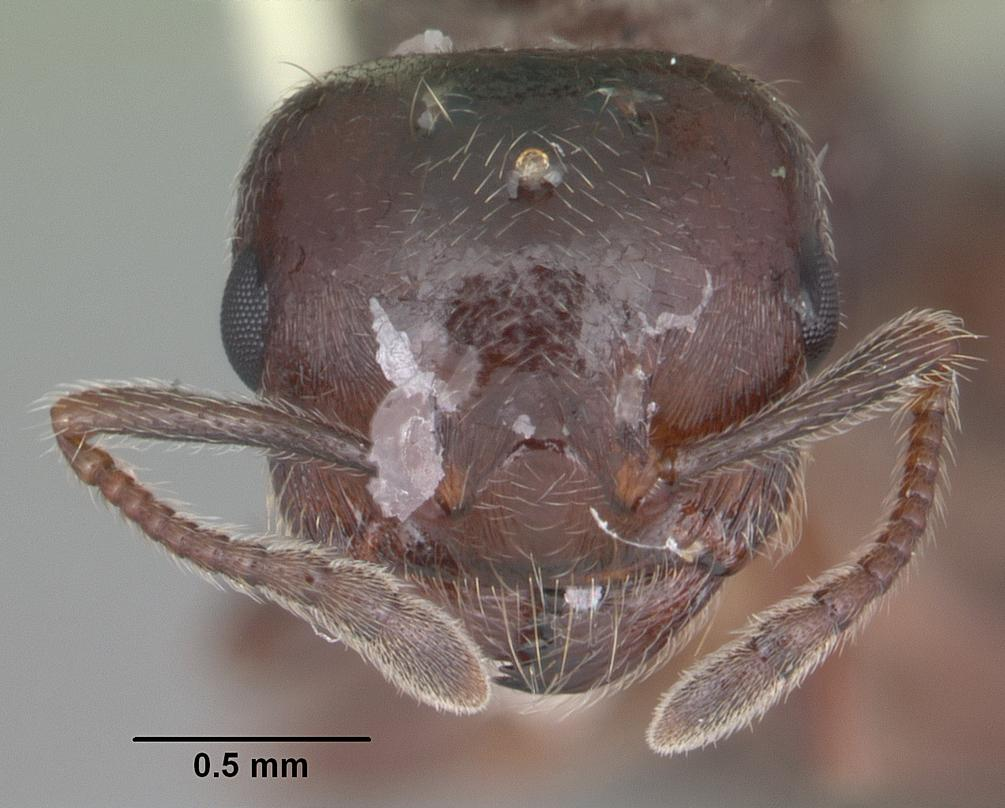
Голова
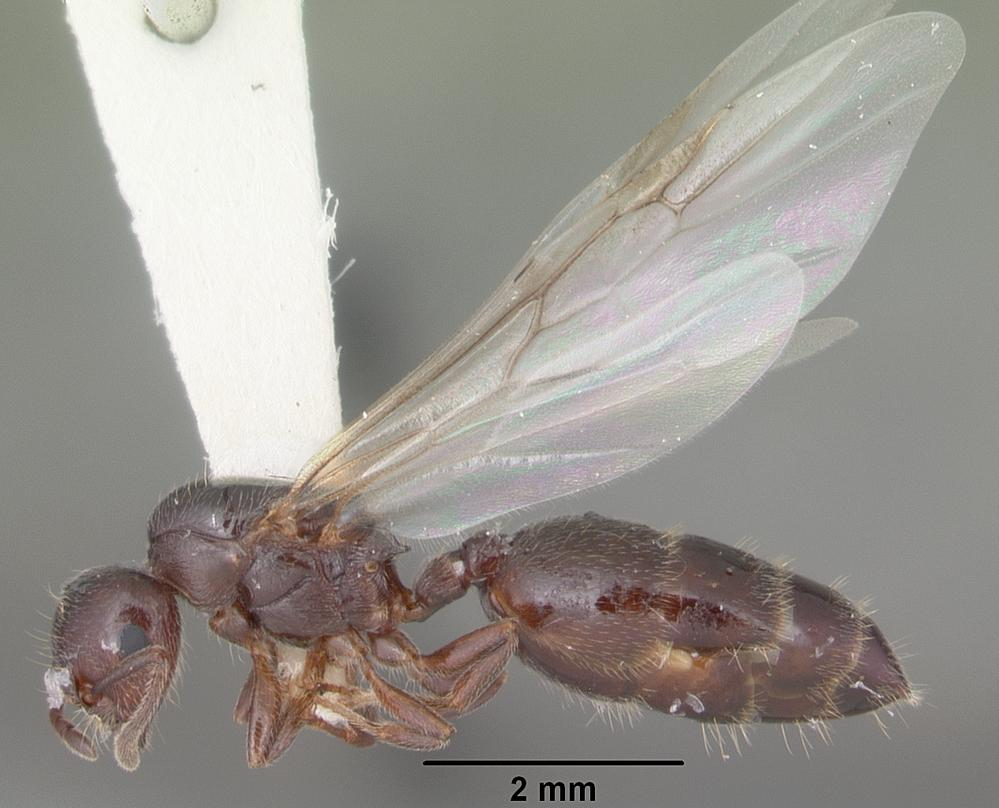
Вид сбоку
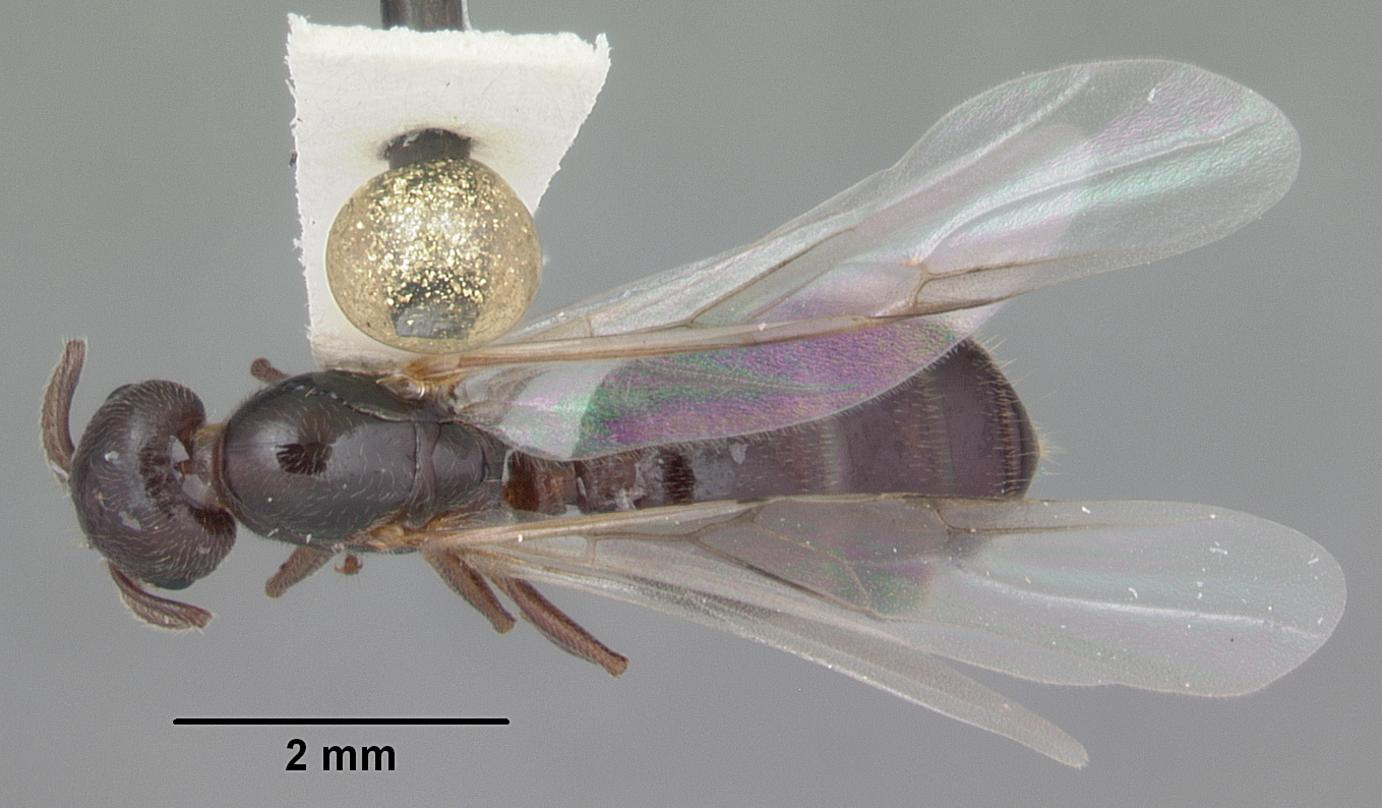
Вид сверху